# Vetka sireni
Vetka sireni (Ветка сирени) è un film del 2007 diretto da Pavel Lungin.

## Trama
Il film racconta del famoso compositore russo Sergej Rachmaninov, che dopo ogni esibizione riceveva un mazzo di lillà bianchi da una donna sconosciuta. Rachmaninov si trasferisce negli Stati Uniti con sua moglie. È un pianista famoso e ricco ed è impegnato in una serie di tournée. Tuttavia attraversa un periodo di malessere, poiché nel nuovo continente non riesce a trovare l'ispirazione giusta per comporre musica. Sua moglie gli resterà accanto e farà in modo che non gli manchi la Russia. Alla fine del film si scopre infatti che è sempre stata lei a regalare i mazzi di lillà bianchi a suo marito.